# Station Saint-Fargeau
Station Saint-Fargeau is een spoorwegstation aan de spoorlijn Corbeil-Essonnes - Montereau. Het ligt in de Franse gemeente Saint-Fargeau-Ponthierry in het departement Seine-et-Marne (Île-de-France).

## Geschiedenis
Het station is in 1897 geopend bij de opening van de spoorlijn Corbeil-Essonnes - Montereau.

## Ligging
Het station ligt op kilometerpunt 43,392 van de spoorlijn Corbeil-Essonnes - Montereau.

## Diensten
Het station wordt aangedaan door treinen van de RER D tussen Villiers-le-Bel - Gonesse/Juvisy en Melun via Évry - Courcouronnes. Tijdens de spits rijden de treinen niet verder van Juvisy, in de daluren rijden de treinen verder naar Villiers-le-Bel - Gonesse.

## Vorig en volgend station
| Richting                          | Vorig station        | Lijn  | Volgend station     | Richting |
| --------------------------------- | -------------------- | ----- | ------------------- | -------- |
| Juvisy (via Évry - Courcouronnes) | Le Coudray-Montceaux | RER D | Ponthierry - Pringy | Melun D2 |